# Aske Zidore
Aske Zidore er en dansk kunstner, komponist og spildesigner, hvis arbejde udforsker overlappende områder inden for lyd, nye medier og billedkunst. Han fokuserer særligt på anvendelsen af spilmekaniske systemer og komposition, hvilket resulterer i ikke-lineære værker for kor  og instrumenter , samt i form af lydinstallationer, dynamiske lydspil  og 3D-animationer. 
Han har indgået i kunstnerisk samarbejde med bl.a. John T Gast, Anders Lauge Meldgaard, Astrid Sonne, Alexander Tovborg, Skjold Rambow, Det Danske Drengekor, CTM, Minais B, Xenia Xamanek, Dean Blunt, Why Be, Maria Zahle, Wilfred Wagner, Panxing, m.fl. 
Han er medstifter af udgivelsesplatformen Anyines. 
Han modtog i både 2013 og 2017 den danske kritikerpris, Årets Steppeulv, for sit arbejde som producer. I 2013 modtog han Carl prisen for Årets sang. I 2023 modtog han en Danish Music Award for Årets Tværæstetiske udgivelse.

## Værker
- Højsangen kap 4, v 1-8 (båndsløjfer) (2013)
- Really Simple Syndication (2015)
- Hestebetvingeren (2016)
- Perma (2017)
- Musik i en tid (2020)
- Fabrica (2021)
- Mesē, imaginariam scientiam αύλοι (2022)
- Sange fra i dag (2022)
- Lærkeanimationer (2023)
- Garden companion (2023)
- Livets Midte (2024)